# کشتی سوخت‌رسان کلاس اسکامبیا
اویلر کلاس اسکامبیا (به انگلیسی: Escambia-class oiler) یک کلاس از کشتی است که طول آن ۵۲۳ فوت ۶ اینچ (۱۵۹٫۵۶ متر) می‌باشد.